# Peter Dettweiler (Altphilologe)

Peter Dettweiler

Peter Dettweiler (* 20. Februar 1856 in Wintersheim; † 17. Juni 1907 in Leipzig) war ein deutscher Altphilologe. 1883–1890 lehrte er als Dozent an der Hessischen Ludwigs-Universität. Er befasste sich mit Fachdidaktik und edierte Marcus Tullius Cicero.

## Leben
Dettweiler war ein Neffe des Lungenarztes Peter Dettweiler. Er studierte ab dem Wintersemester 1872/73 an der Kaiser-Wilhelms-Universität Straßburg und der Hessischen Ludwigs-Universität Medizin. Er wurde  Mitglied des Corps Rhenania Straßburg (1873) und des Corps Teutonia Gießen (1874). Bei Rhenania Straßburg klammerte er die Erste Charge einmal, bei Teutonia Gießen viermal. 1878 wurde er mit einer Doktorarbeit zu Aischylos in Gießen zum Dr. phil. promoviert. Er kam 1879 als Gymnasiallehrer an das Gießener Landgraf-Ludwigs-Gymnasium und verfasste dort mehrere Schulprogramme. Er war ein bekennender Gefolgsmann des Schulleiters Hermann Schiller, der sich fachdidaktischen Problemen widmete. 1883 wurde Dettweiler Leiter des Proseminars für klassische Philologie an der Universität Gießen, 1887 außerordentlicher Professor. 1890 wechselte er als Direktor an das Alte Kurfürstliche Gymnasium in Bensheim. Nach einem Jahr am renommierten Ludwig-Georgs-Gymnasium in Darmstadt wurde er 1898 als Oberschulrat und Vortragender Rat in das Darmstädter Innenministerium berufen. Nach seiner frühen Pensionierung 1899 war Dettweiler Verlagsleiter beim G. Freytag-Verlag in Leipzig, der u. a. altphilologische Literatur herausgab, darunter das Wörterbuch von Joseph Maria Stowasser. Als Ehrenmitglied des Corps Teutonia Gießen starb er mit 51 Jahren in Leipzig. Beigesetzt wurde er auf dem Alten Friedhof (Gießen).

## Schriften

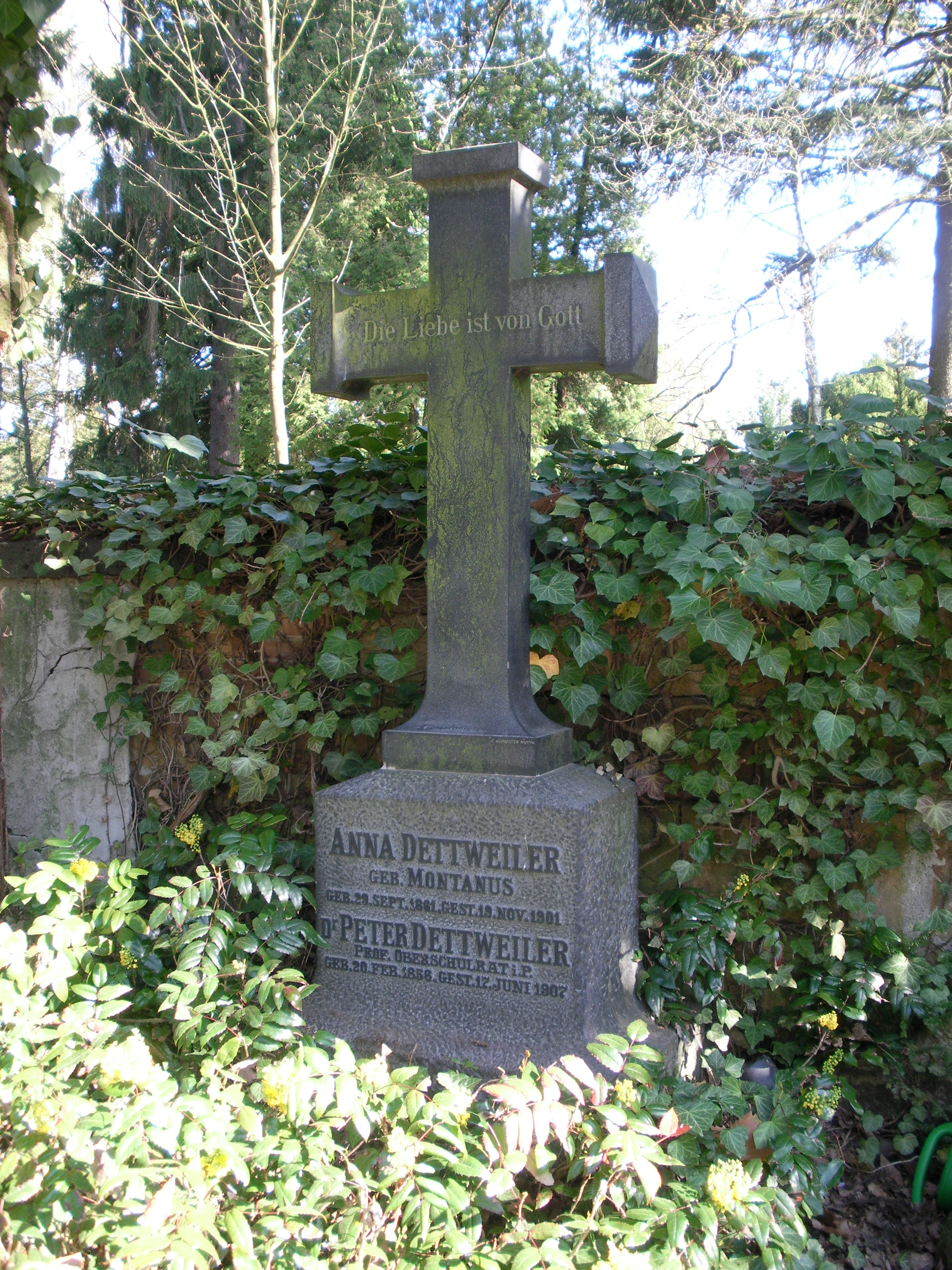
Dettweilers Grabstätte

- Untersuchungen über den didaktischen Wert Ciceronianischer Schulschriften, 2 Bde., 1889 (reprint 2010 ISBN 978-1144258915)
- Teilbände Latein und Griechisch im: Handbuch der Erziehungs- und Unterrichtslehre für höhere Schulen, hrsg. von Karl August Baumeister. Fortgeführt von Wilhelm Fries, Beck, München 1895, 3. bearb. Aufl. 1914
- als Sonderveröffentlichungen
  - Didaktik und Methodik des lateinischen Unterrichts, München 1895. Zweite, völlig umgearbeitete Auflage, München 1906. Dritte, umgearbeitete Auflage, herausgegeben von Wilhelm Fries, München 1913
  - Didaktik und Methodik des griechischen Unterrichts, München 1898. Neuausgabe von Paul Dörwald, München 1912
- M.T. Ciceronis Epistulae selectae, Text und Kommentar getrennt, für den Schulgebrauch, Perthes, Gotha 1901